# Octavio Ruiz Manjón
Octavio Ruiz-Manjón Cabeza (Córdoba, 1945) es un historiador español. Catedrático de Historia contemporánea de la Universidad de Granada y de la Universidad Complutense de Madrid, se ha especializado en el estudio del republicanismo español y en la historia intelectual.

## Biografía
Nació en 1945 en Córdoba. En 1980 obtuvo la cátedra de Historia Contemporánea en la Universidad de Granada y, desde 1988, en la Universidad Complutense de Madrid.
En 1976 fue publicado, por Ediciones Giner, El Partido Republicano Radical, 1908-1936, un estudio de la trayectoria del Partido Radical, desde su fundación en 1908 hasta el comienzo de la Guerra Civil Española, considerado por la crítica «una biografía apasionante pero desapasionada» del líder del partido, Alejandro Lerroux. Se trataba de su tesis doctoral.
Ya en 2007 publicaría, en la editorial Síntesis, Fernando de los Ríos. Un intelectual en el PSOE, una biografía del político socialista Fernando de los Ríos.
En 2016 fue publicada por el sello editorial Espasa su obra Algunos hombres buenos, que trata de aproximarse al tema de la guerra civil con el objetivo de mostrar comportamientos ejemplares a título individual durante el conflicto.
Desde el 2016 formó parte, a propuesta del Partido Popular, del comisionado de la Memoria Histórica del Ayuntamiento de Madrid, encargado de asesorar al ayuntamiento en materia de Memoria Histórica y proponer a los órganos municipales correspondientes la adopción de medidas necesarias para garantizar la Ley 52/2007, de 26 de diciembre. Entre esas medidas estuvo el debate sobre el cambio de nombre de algunas calles de Madrid que causó gran polémica.
El 29 de marzo de 2019 fue elegido miembro de la Real Academia de la Historia.